# 服部悟
服部 悟（はっとり さとる、1951年10月22日 - ）は、日本の元裁判官。愛知県出身。東京大学卒、ハーバード大学ハーバード・ロー・スクール修了。
佐賀地方裁判所・佐賀家庭裁判所所長、福岡高等裁判所部総括判事を歴任。

## 経歴
- 1974年　東京大学法学部卒
- 1974年　司法修習生（28期）
- 1976年　東京地方裁判所判事補任官
- 1980年　最高裁判所刑事局付
- 1982年　名古屋地方裁判所判事補
- 1986年　東京地方裁判所判事
- 1988年　最高裁判所総務局参事官
- 1990年　最高裁判所総務局第二課長兼第三課長
- 1993年　最高裁判所総務局第一課長
- 1996年　東京高等裁判所判事
- 1998年　東京地方裁判所部総括判事（第3刑事部）
- 2006年　東京高等裁判所判事
- 2008年  佐賀地方裁判所・佐賀家庭裁判所所長
- 2011年　福岡高等裁判所部総括判事（第2刑事部）
- 2014年　依願退官、日本橋公証役場公証人
- 2018年　日本公証人連合会理事長
- 2019年　東京公証人会会長
- 2020年　日本公証人連合会会長

## 人物
- 司法修習・任官の同期に、市村陽典、奥田隆文、倉吉敬、松本芳希、村瀬均、安井久治などがいる。
- 佐賀地家裁所長に就任した際、記者会見で「初代司法卿が輩出した近代司法制度発祥の地で、裁判員制度という意義ある改革を迎えることに感慨を覚える。吉野ケ里遺跡や焼き物などの深い歴史を、県民が大切にしている印象がある」と述べた[1]。

## 担当訴訟

### 東京地裁部総括判事として
- 2002年10月11日、地下鉄サリン事件・松本サリン事件等で使用されたサリンなどの製造を担当した遠藤誠一に死刑判決を言い渡した（一審東京地裁裁判長）。
- 2004年1月30日、同じく地下鉄サリン事件・松本サリン事件等で使用されたサリンなどの製造を担当した土谷正実に死刑判決を言い渡した（一審東京地裁裁判長）。

### 福岡高裁部総括判事として
- 2013年9月20日、大分県豊後大野市（旧清川村）で2005年に女性が殺害された旧清川村強盗殺人事件で、強盗殺人などの罪に問われた男に対し、一審の無罪判決を破棄し、無期懲役とする判決を言い渡した[2]。
- 2014年7月9日、歩行中の女性に車で接触し大けがをさせたとして自動車運転過失傷害罪に問われた陸上自衛隊職員の男に対し、一審の無罪判決を破棄し、禁錮5カ月・執行猶予3年を言い渡した。

## 著書
- 『刑事訴訟の実務』上下（新日本法規）共著